# Yasmine Kherbache
Pour les articles homonymes, voir Kherbache.
Yasmine Kherbache, née le 3 avril 1972 à Deurne est une femme politique belge flamande, membre du Sp.a. Elle est née d'une mère belge et d'un père algérien originaire de Collo. De ce fait, elle possède les deux nationalités.
Elle est licenciée en droit (KUL, 1996) et en droit social (ULB, 1998) ; avocate (1996-2004); conseillère et chef de cabinet du ministre flamand Frank Vandenbroucke (2004-2009), chef de cabinet du ministre flamand Ingrid Lieten (2009-2011) et puis du premier ministre fédéral Elio Di Rupo (2012-2014).

## Biographie
Fille d'une mère belge et d'un père algérien, elle vit pendant six ans en Algérie avant de retourner en Belgique à cause de l'insécurité en Algérie.

## Fonctions politiques
- 2012- : conseillère communale à Anvers
- députée au Parlement flamand :
  - depuis le 25 mai 2014